# Чкония, Ламара Григорьевна
Ламара Григорьевна Чкония (груз. ლამარა გრიგოლის ასული ჭყონია; 27 декабря 1930, Батуми, Грузинская ССР, СССР — 14 марта 2024, Тбилиси, Грузия) — грузинская, советская камерная и оперная певица (лирико-колоратурное сопрано), педагог. Народная артистка СССР (1976).

## Биография
Ламара Чкония родилась 27 декабря 1930 года в Батуми (Грузия).
В 1956 году окончила Тбилисскую консерваторию по классу пения у Г. М. Гогичадзе (ранее занималась у В. С. Кашакашвили).
В 1956—1960 и с 1968 года — солистка Тбилисского театра оперы и балета. В 1960—1968 годах — солистка Киевского театра оперы и балета. Пела на сценах Большого театра, Ленинградского театра оперы и балета имени С. М. Кирова.
Вела концертно-исполнительную деятельность. Её камерный репертуар включают около 400 произведений русских, грузинских и зарубежных композиторов.
Гастролировала за рубежом (Румыния, Болгария, Япония, Чехословакия, Финляндия, Италия, Канада, Португалия, Испания, Германия, Венгрия, Австрия, Швейцария др.).
С 1976 года преподавала в Тбилисской консерватории (с 1987 — профессор).
Член КПСС с 1974 года. Депутат Верховного Совета СССР 10-го созыва (1979—1984).
С 1996 года жила в Мадриде (Испания) вместе со своей младшей дочерью, оперной певицей (сопрано) Этери Ламорис (Eteri Lamoris), где продолжила преподавательскую деятельность. Старшая дочь Натела Николи также оперная певица.
Скончалась 14 марта 2024 года на 94-м году жизни в Тбилиси. Прощание с певицей прошло 16 марта в Тбилисском театре оперы и балета.

## Звания и награды
- Лауреат Всесоюзного конкурсе вокалистов им. М. И. Глинки (3-я премия, Москва, 1960)
- Лауреат конкурса вокалистов Международного музыкального фестиваля «Пражская весна» (1960)
- Лауреат Международного конкурса молодых оперных певцов в Софии (3-я премия, 1963)
- Лауреат Международного конкурса «Мадам Баттерфляй» в Токио (2-я премия, 1967, лучшее исполнение партии Чио-Чио-сан).
- Народная артистка Украинской ССР (1963)[9]
- Заслуженная артистка Украинской ССР (1963)[10]
- Народная артистка Грузинской ССР (1970)
- Народная артистка СССР (1976)
- Орден «Знак Почёта» (1974)
- Президентский орден «Сияние» (Грузия, 2011)
- Орден Царицы Тамары (Грузия, 2011)[11]
- Орден Святой Варвары Великомученицы (УПЦ МП, 2011)
- Двенадцатилучевая звезда «Кредо» — «за вклад в развитие общества» (общественная организация «Грандов рейтингов и номинаций» (ГРИН), 2011)
- Премия «Cigno D'Oro» (Италия, 2011)
- Медали.

## Вокальные партии
- «Даиси» З. Палиашвили — Маро
- «Абесалом и Этери» З. Палиашвили — Этери
- «Евгений Онегин» П. И. Чайковского — Татьяна
- «Иоланта» П. И. Чайковского — Иоланта
- «Травиата» Дж. Верди — Виолетта
- «Мадам Баттерфляй» Дж. Пуччини — Чио-Чио-сан
- «Царская невеста» Н. А. Римского-Корсакова — Марфа
- «Севильский цирюльник» Дж. Россини — Розина
- «Манон» Ж. Массне — Манон[5].
- «Риголетто» Дж. Верди — Джильда.